# بطولة آسيا للناشئين تحت 16 عاما 2020
كانت بطولة آسيا للناشئين تحت 16 عاما 2020 هي النسخة التاسعة عشرة من بطولة آسيا للناشئين تحت 16 عاما، وهي بطولة كرة القدم الدولية للشباب التي تنظم كل سنتين والتي ينظمها الاتحاد الآسيوي لكرة القدم لمنتخبات آسيا تحت سن 16 سنة. كان من المقرر عقده في البحرين، التي عُيِّنَت كمضيف من قبل الاتحاد الآسيوي لكرة القدم في 17 سبتمبر 2019. كان من المقرر أن تقوم المنافسة بين 16 سبتمبر و3 أكتوبر 2020، ولكنها أُجِّلَت مرتين بسبب جائحة كوفيد-19.
أعلن الاتحاد الآسيوي لكرة القدم عن إلغاء البطولة في 25 يناير 2021، تاركًا حقوق استضافة كأس آسيا تحت 17 سنة 2023 مع البحرين.
في الأصل، كانت الفرق الأربعة الأولى في البطولة قد تأهلت لكأس العالم تحت 17 سنة 2021 في بيرو كممثلين عن الاتحاد الآسيوي لكرة القدم. بسبب جائحة كوفيد-19 المستمرة، ألغي كأس العالم تحت 17 سنة 2021 أيضًا، مع بقاء حقوق استضافة كأس العالم تحت 17 سنة 2023 مع بيرو.
كان من المتوقع أن تكون هذه النسخة الأخيرة التي تُلعب في بطولة أقل من 16 عامًا، حيث اقترح الاتحاد الآسيوي لكرة القدم تبديل البطولة من تحت 16 عامًا إلى تحت 17 عامًا اعتبارًا من عام 2023.
كانت اليابان حاملة اللقب.

## التأهل
أقيمت التصفيات في الفترة من 14 إلى 22 سبتمبر 2019. وشاركت البحرين أيضًا في التصفيات، على الرغم من أنها تأهلت بالفعل تلقائيًا كمضيف.

### الفرق المتأهلة
تأهلت الفرق الـ 16 التالية للبطولة النهائية.
| المنتخب                  | سبب التأهل       | حضور البطولة | أفضل أداء سابق                 |
| ------------------------ | ---------------- | ------------ | ------------------------------ |
| البحرين                  | المضيف           | الثامن       | الوصيف (1998)                  |
| طاجيكستان                | فائز المجموعة أ  | الرابع       | الوصيف (2018)                  |
| الهند                    | فائز المجموعة ب  | التاسع       | ربع النهائي (2002، 2018)       |
| إيران                    | فائز المجموعة ج  | الثاني عشر   | البطل (2008)                   |
| السعودية                 | فائز المجموعة د  | الحادي عشر   | البطل (1985، 1988)             |
| قطر                      | فائز المجموعة هـ | الحادي عشر   | البطل (1990)                   |
| الإمارات العربية المتحدة | فائز المجموعة و  | الثامن       | الوصيف (1990)                  |
| الصين                    | فائز المجموعة ز  | الخامس عشر   | البطل (1992، 2004)             |
| أستراليا                 | فائز المجموعة ح  | السابع       | نصف النهائي (2010، 2014، 2018) |
| كوريا الشمالية           | فائز المجموعة ط  | الثاني عشر   | البطل (2010، 2014)             |
| اليابان                  | فائز المجموعة J  | السادس عشر   | البطل (1994، 2006، 2018)       |
| كوريا الجنوبية           | فائز المجموعة K  | الخامس عشر   | البطل (1986، 2002)             |
| اليمن                    | أول أفضل وصيف    | السادس       | الوصيف (2002)                  |
| إندونيسيا                | ثاني أفضل وصيف   | السابع       | المركز الرابع (1990)           |
| أوزبكستان                | ثالث أفضل وصيف   | العاشر       | البطل (2012)                   |
| عمان                     | رابع أفضل وصيف   | الحادي عشر   | البطل (1996، 2002)             |

## القرعة
أجريت قرعة البطولة النهائية في 18 يونيو 2020، الساعة 14:30 بتوقيت ماليزيا (ت ع م+08:00)، في مقر الاتحاد الآسيوي لكرة القدم في كوالالمبور. تم تقسيم الفرق الستة عشر إلى أربع مجموعات من أربعة فرق. صُنِّفَت الفرق وفقًا لأدائها في بطولة آسيا للناشئين تحت 16 عاما 2018 والتأهل، حيث صُنِّفَت البحرين المضيفة تلقائيًا في المركز A1 في القرعة.
| وعاء 1                                                        | وعاء 2                                             | وعاء 3                                 | وعاء 4                                                   |
| ------------------------------------------------------------- | -------------------------------------------------- | -------------------------------------- | -------------------------------------------------------- |
| 1. البحرين (المضيف) 2. اليابان 3. طاجيكستان 4. كوريا الجنوبية | 1. أستراليا 2. كوريا الشمالية 3. إندونيسيا 4. عمان | 1. الهند 2. إيران 3. اليمن 4. السعودية | 1. الصين 2. أوزبكستان 3. قطر 4. الإمارات العربية المتحدة |

| المجموعة أ | البحرين        | كوريا الشمالية | إيران    | قطر                      |
| المجموعة ب | طاجيكستان      | عمان           | اليمن    | الإمارات العربية المتحدة |
| المجموعة ج | كوريا الجنوبية | أستراليا       | الهند    | أوزبكستان                |
| المجموعة د | اليابان        | إندونيسيا      | السعودية | الصين                    |

## وصلات خارجية
- الموقع الرسمي
، الاتحاد الآسيوي لكرة القدم